# پین آو سلویشن
پین آو سلویشن (به انگلیسی: Pain of Salvation) یک گروه موسیقی پراگرسیو متال سوئدی است. این گروه در سال ۱۹۸۴ با عنوان «Reality» شکل گرفت و از سال ۱۹۹۱ به بعد با عنوان کنونی فعالیت می‌کند. گروه تا به امروز تغییر زیادی در ترکیب اعضای خود داشته و تنها دانیل گیلدنلو خواننده و گیتارنواز گروه است که از آغاز در گروه بوده، وی همچنین ترانه‌سرا و آهنگساز اصلی گروه است. همهٔ آلبوم‌هایی که تا کنون از گروه منتشر شده مفهومی بوده‌اند.

## آلبوم‌ها
| نام آلبوم                                              | نوع آلبوم | سال  |
| ------------------------------------------------------ | --------- | ---- |
| Entropia                                               | استودیویی | ۱۹۹۷ |
| One Hour by the Concrete Lake                          | "         | ۱۹۹۸ |
| The Perfect Element, Part I                            | "         | ۲۰۰۰ |
| Remedy Lane                                            | "         | ۲۰۰۲ |
| BE                                                     | "         | ۲۰۰۴ |
| Scarsick                                               | "         | ۲۰۰۷ |
| Road Salt One                                          | "         | ۲۰۱۰ |
| Road Salt Two                                          | "         | ۲۰۱۱ |
| ۱۲:۵                                                   | زنده      | ۲۰۰۴ |
| "BE" (Original Stage Production)                       | زنده      | ۲۰۰۵ |
| Ending Themes (On the Two Deaths of Pain of Salvation) | زنده      | ۲۰۰۹ |
| Linoleum                                               | چندآهنگه  | ۲۰۰۹ |